# Lamar Hunt U.S. Open Cup de 2002
A Lamar Hunt U.S. Open Cup de 2002 foi a 89ª temporada da competição futebolística mais antiga dos Estados Unidos. Los Angeles Galaxy entra na competição defendendo o título.
O campeão da competição foi o Columbus Crew, conquistando seu primeiro título, e o vice campeão foi o Los Angeles Galaxy.

## Participantes
| Entram na Primeira e Segunda Fase                                               | Entram na Primeira e Segunda Fase                                                          | Entram na Primeira e Segunda Fase | Entram na Terceira e Quarta Fase |
| USASA 4 Times                                                                   | PDL 5 Times                                                                                | A-League/D3 Pro 8 Times/7 Times | MLS 8 Times |
| USASA - A.A.C. Eagles - Fresno Mexico SC - Real Madrid - Vereinigung Erzgebirge | PDL - Chico Rooks - Des Moines Menace - Memphis Express - Raleigh CASL Elite - Texas Spurs | A-League - Atlanta Silverbacks - Charleston Battery - Hampton Roads Mariners - Milwaukee Rampage - Minnesota Thunder - Richmond Kickers - Rochester Raging Rhinos - Seattle Sounders D3 Pro - Carolina Dynamo - Greenville Lions - New Jersey Stallions - New York Freedom - San Diego Gauchos - South Jersey Barons - Utah Blitzz | - Chicago Fire - Colorado Rapids - Columbus Crew - Dallas Burn - Los Angeles Galaxy - Kansas City Wizards - New York MetroStars - San Jose Earthquakes |

## Premiação
| Lamar Hunt U.S. Open Cup de 2002  |
| --------------------------------- |
| COLUMBUS CREW Campeão (1º título) |